# Dorothy Parker
Dorothy Parker, nacida como Dorothy Rothschild (Long Branch, Nueva Jersey, 22 de agosto de 1893-Nueva York, 7 de junio de 1967), fue una cuentista, dramaturga, crítica teatral, humorista, guionista y poetisa estadounidense. Muy conocida por su cáustico ingenio, su sarcasmo y su afilada pluma a la hora de captar el lado oscuro de la vida urbana en el siglo XX.

## Juventud
También conocida como Dot o Dottie, su nombre real era Dorothy Rothschild, hija de Jacob Henry y Eliza Annie Rothschild. La casualidad quiso que naciera en un día en que la familia disfrutaba de sus vacaciones en Nueva Jersey, pero ella se consideraba neoyorquina de pura cepa. Creció en el Upper West Side, asistiendo al Blessed Sacrament Convent School, pese a que su padre era judío y su madrastra protestante. Su educación formal terminó cuando cumplió 13 años. 
En 1913 ya había perdido a toda su familia y a partir de entonces tuvo que ganarse la vida tocando el piano en una escuela de baile, entre otros trabajos. Logró vender un poema a la revista Vanity Fair en 1914. Un año más tarde fue contratada como asistente editorial por la revista Vogue.
Se casó con el bróker de Wall Street Edwin Pond Parker II, pero se separaron al inicio de la Primera Guerra Mundial. Ella continuó trabajando para ambas revistas; la escritora guardaba sentimientos ambiguos respecto a su condición de judía y solía bromear asegurando que se había casado sólo para cambiar de apellido.

## La Mesa redonda del Algonquín

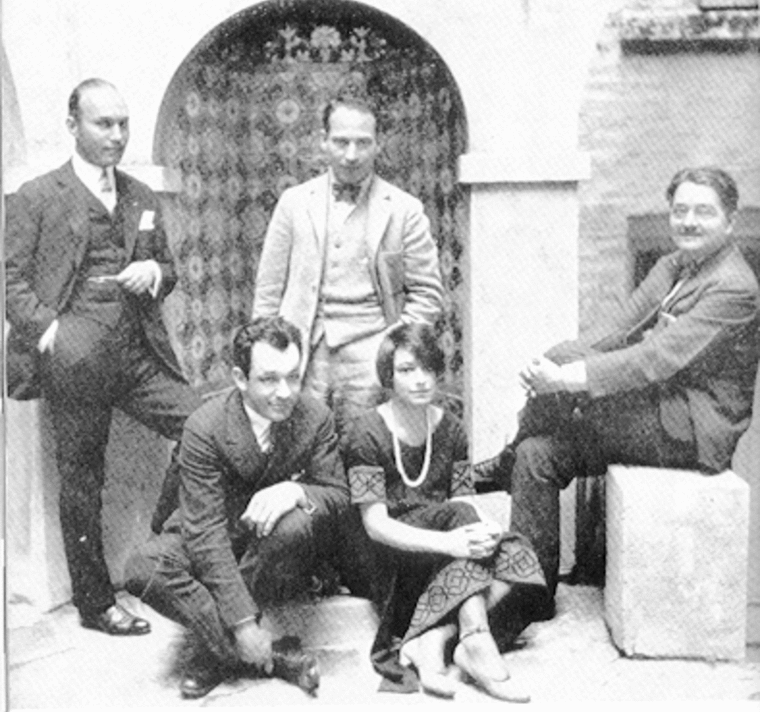
Parker con parte de la plana mayor de la Mesa redonda del Algonquin y otros más: Art Samuels (editor de Harper's, y brevemente, del The New Yorker), Charles MacArthur, Harpo Marx y Alexander Woollcott.

Desde 1919 fue la principal animadora de la tertulia de escritores, críticos, dramaturgos, actores y periodistas conocida como mesa redonda del Algonquín (1919-1929), llamada jocosamente "círculo vicioso del Algonquín" porque se realizaba en el Hotel Algonquín, una especie de Bilis club consagrado a acuñar maldades, chistes y epigramas cáusticos sobre estrenos y temas de actualidad durante sus comidas y partidas de póker.
Fueron miembros fijos de la tertulia del Algonquín, aparte de Dorothy Parker, el columnista Franklin Pierce Adams, el humorista y actor Robert Benchley, probablemente el mejor amigo de Parker; el columnista deportivo Heywood Broun, el dramaturgo Marc Connelly, la periodista feminista Ruth Hale, el dramaturgo y director George S. Kaufman, el productor de Broadway Brock Pemberton, el editor del The New Yorker Harold Ross, el escritor y dramaturgo Robert E. Sherwood, el publicista John Peter Toohey y el crítico y periodista Alexander Woollcott. Otros miembros se movían más libremente y participaban de un modo más ocasional: las actrices Tallulah Bankhead, Blyth Daly, Eva Le Gallienne, Margalo Gillmore, Estelle Winwood y Peggy Wood, los dramaturgos Noël Coward, Edna Ferber, Donald Ogden Stewart, Beatrice Kaufman; las escritoras Jane de Grant, Margaret Leech y Alice Duer Miller, la ilustradora de revistas Neysa McMein, los humoristas Harpo Marx y Frank Sullivan y el compositor Deems Taylor.
Fue en ese año (1919) cuando empezó a despuntar su carrera mediante la crítica teatral elaborada para Vanity Fair. Pero su extrema acidez le supuso ser despedida en 1920 y empezó a trabajar como escritora independiente. Una vez separada de su marido, tuvo diversos romances con otros hombres. Al fundarse la revista New Yorker, en 1925, formó parte de la plantilla fija. En esa época escribía poesía humorística, aunque posteriormente desechó esa faceta.
Los siguientes 15 años fueron los más productivos; publicó siete volúmenes de cuentos y poesía que fueron muy bien recibidos por la crítica, que destacó en ellos su fuerte contenido autobiográfico.
La parte más importante de la obra de Parker la constituyen sus cuentos. Aunque a menudo jocosos, eran sobrios y punzantes, y guardaban un fondo más agridulce que cómico. Sus amistades encontraban en ellos fuente de gozo y de tristeza al mismo tiempo.
Su relato más conocido apareció en Bookman Magazine bajo el título Big Blonde, (La gran rubia). Fue galardonado con el prestigioso Premio O. Henry como el cuento más sobresaliente de 1929. Este relato, entre otras obras maestras del género, sería seleccionado por Augusto Monterroso para su célebre Antología del cuento triste. Al par corría su vida sembrada de decepciones; se divorció en 1928 e inició, entre otras, una relación sentimental con el dramaturgo convertido en reportero Charles MacArthur; quedó embarazada pero perdió el hijo y ello la abocó a una depresión que culminó con el primero de sus tres intentos de suicidio. En 1927 las ejecuciones de los anarquistas Sacco y Vanzetti despertaron para siempre su vocación en favor de los derechos civiles.
Contrajo matrimonio con el actor Alan Campbell en 1934. El matrimonio se trasladó a Hollywood donde Parker escribió el guion de la película de William A. Wellman A Star is Born (Ha nacido una estrella, 1937).

## Actividad política
Durante la década de 1930, la autora, de tendencia izquierdista, desarrolló una intensa actividad política ayudando a fundar la Anti-Nazi League ("Liga antinazi") en Hollywood. Fue investigada por el FBI como sospechosa de pertenecer al Partido Comunista de Estados Unidos, por lo que llegó a aparecer en la Lista Negra de Hollywood y tuvo problemas para trabajar como guionista. Durante el periodo de la guerra civil española fue una muy activa defensora de la causa republicana, participando en campañas de recaudación de fondos para dicha causa e incluso realizando un viaje a España. Testigo de ese viaje a España es el cuento Soldados de la República, ambientado en un café de Valencia, cuento de carácter triste y melancólico publicado en New Yorker. La pérdida de la guerra por parte de los republicanos dejó una triste impronta en ella, haciendo aumentar su ya de por sí desmesurado pesimismo vital. De 1957 a 1962 escribió reseñas de libros para la revista Esquire, a veces un tanto erráticas por su alcoholismo.

## Muerte
Habiendo defendido siempre los derechos civiles, murió de un ataque cardíaco en 1967, a los 73 años, en Nueva York, en una habitación de hotel con su perro y una botella de alcohol. Su mejor amiga desde los años 30, la dramaturga Lillian Hellman, novia de Dashiell Hammett, organizó el funeral. Legó todos sus bienes al movimiento de Martin Luther King, la NAACP (National Association for the Advancement of Colored People, "Asociación Nacional para el Desarrollo de las Personas de Raza Negra"). Fue incinerada y durante veinte años nadie reclamó sus cenizas, hasta que la NAACP compró para ellas una tumba en Baltimore; en la lápida luce el epitafio, como ella había deseado, de "Excuse My Dust" (“Perdonen por el polvo”).
La obra de Dorothy Parker ha sido poco difundida en lengua castellana, hasta la publicación de su narrativa completa a cargo de la  Lumen (Barcelona); todavía queda por publicar la obra lírica.

## Premios y distinciones
Premios Óscar
| Año  | Categoría       | Película               | Resultado |
| ---- | --------------- | ---------------------- | --------- |
| 1938 | Mejor guion     | Ha nacido una estrella | Nominada  |
| 1948 | Mejor argumento | Una mujer destruida    | Nominada  |